# لطف‌الله دژکام
لطف‌الله دژکام (زادهٔ ۱۳۴۱، جهرم) روحانی و فقیه ایرانی، نماینده ولی فقیه در استان فارس، امام جمعه شیراز و نماینده فارس در مجلس خبرگان رهبری است.
وی پس از درگذشت اسدالله ایمانی در ۲۷ اردیبهشت ۱۳۹۷ به نمایندگی ولی فقیه در استان فارس و امامت جمعه شیراز منصوب شد.
دژکام در تیر ماه ۱۳۹۹ طی حکمی از سوی سید علی خامنه‌ای به‌طور موقت به سمت تولیت آستان شاه‌چراغ منصوب شد که این مسئولیت تا شهریور ماه ۱۴۰۰ ادامه داشت و «ابراهیم کلانتری» به عنوان تولیت جدید آستان احمد بن موسی منصوب شد.

## تحصیلات
دژکام تحصیلات دیپلم و آغاز دروس حوزوی را در جهرم  و زیر نظر سید حسین آیت‌اللهی گذراند. سپس در قم دروس خارج فقه و اصول را از میرزا جوادتبریزی، حسین وحید خراسانی، ناصرمکارم شیرازی و مهدی شب زنده دار گذرانده و دروس رجال و درایه را در محضر جعفرسبحانی، تفسیر قرآن کریم را در محضر آیات عبدالله جوادی آملی، حسین شب زنده دار جهرمی و سید عبدالرسول شریعتمداری سپری کرد. وی فلسفه را از احمد بهشتی، حسن ممدوحی و غلامرضا فیاضی و عرفان نظری را از محضر حسن حسن‌زاده آملی فرا گرفت و موفق به اخذ دکترای فلسفه و کلام شد.
دژکام پس از تحصیلات عالی به جهرم بازگشت و به درس و بحث در حوزه و دانشگاه پرداخت.